# 1204年
| 千纪： | 2千纪 |
| 世纪： | 12世纪 \| 13世纪 \| 14世纪 |
| 年代： | 1170年代 \| 1180年代 \| 1190年代 \| 1200年代 \| 1210年代 \| 1220年代 \| 1230年代                                                     |
| 年份： | 1199年 \| 1200年 \| 1201年 \| 1202年 \| 1203年 \| 1204年 \| 1205年 \| 1206年 \| 1207年 \| 1208年 \| 1209年                           |
| 纪年： | 甲子年（鼠年）；西夏天慶十一年；金泰和四年；西辽天喜二十七年；南宋嘉泰四年；大理元壽二年？；越南天嘉寳祐三年；日本建仁四年，元久元年 |

## 大事记
- 中國
  - 宋寧宗追封岳飛為鄂王。
- 高麗
  - 神宗死後，由熙宗王韺繼位，仍受崔忠獻牽制。
- 中亞
  - 西遼在安都淮（今阿富汗安德胡伊）擊敗古爾王朝，但損失極為慘重。
- 蒙古
  - 鐵木真於鄂爾渾河的納忽崖之戰徹底擊敗乃蠻大軍。
- 欧洲
  - 威尼斯共和國控制了伊拉克利翁，改名干地亞。
  - 4月12日－君士坦丁堡之圍 (1204年)，第四次十字军东征攻占了君士坦丁堡，并劫城三天，成立拉丁帝國，鮑德溫一世爲開國君主。第四次十字军东征结束。
  - 拜占庭帝國滅亡後，殘餘勢力在小亞細亞和巴爾幹組織了反抗力量，分別是尼西亞帝國、伊庇魯斯專制國和特拉比松帝國。
  - 法國國王腓力二世兼并諾曼第公國的全部领土，無地王約翰在歐洲大陸上的領地只剩下阿基坦公國。

## 逝世
- 伊萨克二世，東羅馬帝國皇帝。
- 阿历克塞四世，東羅馬帝國皇帝。
- 阿莱克修斯五世，東羅馬帝國皇帝。
- 8月14日——源賴家，鐮倉幕府第二任征夷大將軍。
- 高麗神宗，高麗第20代君主。
- 札木合——蒙古札達蘭部首領。
- 塔陽汗——蒙古乃蠻部首領。